# Espía/Maestro
Spy/Master es una miniserie de televisión rumana creada por Adina Sădeanu y Kirsten Peters para la plataforma de streaming HBO Max. Estrenada el 19 de mayo de 2023, la historia está ambientada en la República Socialista de Rumania, durante la última etapa del gobierno de Nicolae Ceaușescu, y gira en torno a un agente de los servicios secretos que decide desertar a los Estados Unidos. La trama está inspirada en el caso real del oficial de la Securitate, Ion Mihai Pacepa.

## Sinopsis
Victor Godeanu (Alec Secăreanu) es el asesor personal y mano derecha del dictador de la República Socialista de Rumania, Nicolae Ceaușescu, así como una figura clave en los servicios de inteligencia del país. Sin embargo, al mismo tiempo, se desempeña como agente de la KGB —servicios de inteligencia soviéticos—. Cuando se percata de que podría ser descubierto, decide huir de Rumania y alejarse del culto a la personalidad que está instaurando el presidente. Para lograr su objetivo utiliza un viaje diplomático a Alemania Occidental para ponerse en contacto con Frank Jackson (Parker Sawyers), un funcionario de la embajada estadounidense, mostrando su intención de desertar y colaborar con la CIA.

## Elenco y personajes
- Alec Secăreanu como Victor Godeanu, asesor personal del presidente Ceauşescu, y un doble agente al servicio de la KGB, con intenciones de desertar a los Estados Unidos.
- Parker Sawyers como Frank Jackson, funcionario de la embajada de Estados Unidos en Bonn y agente de la CIA.
- Svenja Jung como Ingrid Von Weisendorf, una funcionaria de Alemania Occidental y agente encubierta de la Stasi.
- Ana Ularu como Carmen Popescu, espía que trabaja para los servicios secretos de contraespionaje rumano.
- Claude Bleonț como Nicolae Ceauşescu, presidente de Rumania.
- Elvira Deatcu como Elena Ceauşescu, esposa de Nicolae Ceauşescu y primera dama de Rumania.
- Laurențiu Bănescu como Mircea Voinea, jefe de los servicios secretos de contraespionaje rumano.
- Andreea Vasile como Adela Godeanu, esposa de Victor y madre de Ileana.
- Alexandra Bob como Ileana Godeanu, hija de Victor y Adela.
- Nico Mirallegro como John Miller, funcionario de la embajada estadounidense y ayudante de Frank.

## Producción
El rodaje de la serie se llevó a cabo en Rumania y Hungría. Se trata de una producción de las compañías Proton Cinema y Mobra Films para HBO.

## Recepción
El sitio web de agregador de reseñas Rotten Tomatoes otorga a la serie un índice de aprobación del 79%.